# Доктор Эггман
Доктор А́йво Робо́тник (англ. Ivo Robotnik), известный как До́ктор Э́ггман (яп. ドクター・エッグマン Докута: Эггуман, англ. Doctor Eggman) — главный злодей серии Sonic the Hedgehog, созданной Sonic Team, а также связанной с ней продукции, будь то мультипликационные сериалы, комиксы и т. д.

## История создания

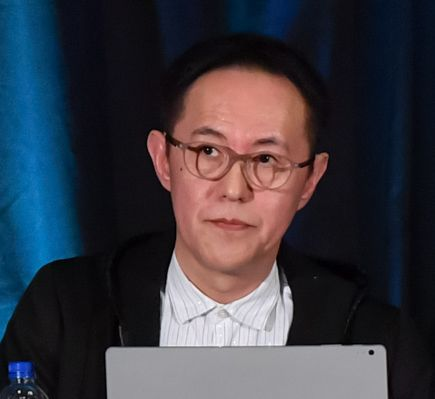
Наото Осима, создатель Эггмана, в 2018 на конференции Game Developers

В 1990 году президент компании Sega, Хаяо Накаяма, начал поиск новой флагманской серии игр, которая могла бы составить конкуренцию франшизе Mario от Nintendo, а также персонажа, который стал бы талисманом компании. В ходе проведённого конкурса были представлены разнообразные варианты персонажей, среди которых выделялся образ, созданный Наото Осимой. Этот персонаж был представлен в облике человека, одетого в пижаму и имеющего сходство с 26-м президентом Соединённых Штатов — Теодором Рузвельтом.
В процессе разработки игры Sonic the Hedgehog для игровой системы Sega Mega Drive команда разработчиков, в которую входил программист Юдзи Нака, сочла дизайн «Теодора Рузвельта» заслуживающим включения в игру. Поскольку персонаж не мог стать главным героем, его преобразовали в главного злодея игры. Эггман, как и задумывали разработчики, стал противоположностью Сонику. Он символизировал темы «технологий» и «прогресса», которые на тот момент были в центре дебатов между застройщиками и защитниками окружающей среды. Кроме того, Эггман был образом человечества, считающего природу «грязной», а городские постройки и дороги — «чистыми». Дизайн персонажа был подобран так, чтобы детям было легко его нарисовать.

### Имя
Изначально в Японии персонаж носил имя «Доктор Эггман», но при адаптации игры Sonic the Hedgehog для американского рынка его имя было изменено на «Доктор Айво Роботник». Это изменение было внесено Дином Ситтоном из Sega of America. В 2016 году Такаси Иидзука в интервью изданию Game Informer рассказал, что американский филиал Sega принял данное решение без обсуждения с командой разработчиков:

Они просто взяли и переименовали персонажа. Это стало невероятно популярным, и весь Запад запомнил персонажа под именем Роботник. Так продолжалось в течение всей «классической» серии игр на Genesis/Mega Drive. Но с точки зрения разработчиков… мы действительно не хотели, чтобы кто-то во вселенной [Sonic] имел два имени. Для нас он — Эггман, но в остальном мире его называют Роботником. Мы хотели унифицировать это в одно имя в будущем. Я сделал это в серии Sonic Adventure. Я позаботился о том, чтобы мы понимали, что имя персонажа — Роботник, но его прозвище — Эггман, и теперь, насколько я могу судить, все будут называть его официально Эггман.
В английской инструкции к дебютной игре Sonic the Hedgehog полное имя персонажа описывается как «Доктор Айво Роботник», в то время как в японской он именуется «Доктор Эггман». В Sonic Adventure 1999 года персонаж называется как «Эггман», так и «Роботник» в английской версии, а в следующих английских выпусках он в основном упоминался как «Эггман». Юдзи Нака объяснил, что «Роботник» — настоящая фамилия персонажа, а «Эггман» — прозвище, намекающее на яйцеобразную форму туловища. С тех пор несколько англоязычных источников признали «Айво Роботник» настоящим именем антагониста, а Эггман — его прозвищем.

## Описание
Эггман — злобный, супергениальный (его IQ равен 300 баллам) доктор, который пытается захватить власть над всем миром и создать страну под названием «Эггманлэнд» (англ. Eggmanland), населённую покорными ему роботами (в мультсериалах Sonic the Hedgehog и Sonic Underground — Роботрополис), в играх Sonic Unleashed и Sonic Forces ему это даже удаётся. Эггман является главным врагом ёжика Соника, который противостоит воплощению планов злодея.
Носит красный пиджак, чёрные штаны и сине-фиолетовые очки. Рост — 1 метр 85 сантиметров, вес — 128 килограммов. Туловище имеет форму яйца. Возраст неизвестен.

## Музыкальные темы
- «Theme of Dr. Eggman» — инструментальная тема Эггмана из игры Sonic Adventure.
- «E.G.G.M.A.N» — тема Эггмана из Sonic Adventure 2 в исполнении Пола Шортино.
- «Theme of Eggman» — музыкальная симфоническая главная тема Эггмана, использованная с 2006 года по 2018.
- «Dr. Eggman’s Showdown» — тема, играющая при сражении с Эггманом в игре Sonic Lost World (2013).

## Оценка критиков
Персонаж был положительно принят критиками, став одним из самых известных злодеев в компьютерных играх. GameDaily поместил его на первое место в списке «25 злодеев всех времён», заявив что: «Из всех злодеев в видеоиграх, нет более подлого, более хитрого, или более угрожающего». Этот же сайт включил его в список «Самых стойких видеоигровых злодеев», а также в список «25 сумасшедших злодеев». В топе «Десяти злодеев компьютерных игр», по версии читателей GameSpot, Доктор Роботник был помещён на третье место; при этом отмечались массовые жалобы поклонников на его исключение из первоначального списка. Согласно PC World Эггман занимает 15-ю строчку среди «47 самых дьявольских злодеев компьютерных игр всех времён». IGN поставил его на девятое место в десятке самых запоминающихся злодеев, назвав его «видеоигровым врагом PETA номер один». В 2010 году Роботник занял 11-е место среди «100 лучших злодеев компьютерных игр» от IGN. Nintendo Power назвал его своим седьмым любимым злодеем, а также обладателем одних из лучших усов. ScrewAttack поместил Эггмана на шестое место в топе «10 худших докторов компьютерных игр». В 2013 году персонаж в журнале Retro Gamer был зачислен в 20 величайших боссов видеоигр.

## Другие появления
- Анимационный фильм «Ральф» (2012) — камео, присутствует на собрании известных злодеев из видео-игр в начале фильма. В отличие от Соника, не произносит за весь фильм ни слова.
- Аниме-сериал «Hi-sCoool! SeHa Girls[англ.]» (2014—2016) — камео, является злодеем в седьмом эпизоде (Eggman vs. Sonic with the Sega Hard Girls), в котором главные герои посещают такие игры вселенной Соника, как Sonic the Hedgehog 1991 года и Sonic Adventure.
- Фильм «Соник в кино» (2020) и его продолжения (2022, 2024) — главный злодей, нанят властями США для поимки Соника. Роль исполняет Джим Керри[31][32].

## Комментарии
1. ↑  Официальный японский вариант произношения: И́во Робо́тник (яп. イヴォ・ロボトニック Ивуо Роботоникку)
2. ↑  Встречаются следующие варианты написания имени: «Эггман», «Эггмэн» и «Эггмен».